# Jeanne Mori
Jeanne Mori (* vor 1981) ist eine Schauspielerin.

## Leben
Mori hatte seit den 1980er Jahren etliche Auftritte in Filmen und Fernsehserien. Filme, in denen sie spielte, sind unter anderem Hoffnung für Julian (1981), The Ladies (1987), Challenger (1990), Bounty Hunter (1993), Jimmys Tod – Und was kam danach? (1996), The Bachelor's Baby (1996), Surfer Girls (2000) und Shear Delight (2009).
Zu den Fernsehserien, in denen sie Auftritte hatte, gehören Insight (1981), Alfred Hitchcock zeigt (1985), Unbekannte Dimensionen (1986), Emergency Room – Die Notaufnahme (1995) und Sister, Sister (1995–1996).
2002 lieh Mori ihre Stimme der Zoe Nightshade im Computerspiel 007: Nightfire sowie 2005 der Kobi im Spiel True Crime: New York City.

## Filmografie (Auswahl)

### Filme
- 1981: Hoffnung für Julian (Forever and Beyond)
- 1982: Nightshift – Das Leichenhaus flippt völlig aus (Night Shift)
- 1984: Star Trek III: Auf der Suche nach Mr. Spock (Star Trek III: The Search for Spock)
- 1984: Protocol – Alles tanzt nach meiner Pfeife (Protocol)
- 1985: Was für ein Genie (Real Genius)
- 1986: Archie und Harry – Sie können’s nicht lassen (Tough Guys)
- 1987: The Ladies (Fernsehfilm)
- 1990: Challenger (Fernsehfilm)
- 1990: Blue Heat – Einsame Zeit für Helden (The Last of the Finest)
- 1990: Ghost Dad – Nachrichten von Dad (Ghost Dad)
- 1990: Rookie – Der Anfänger (The Rookie)
- 1993: Bounty Hunter (It's Nothing Personal, Fernsehfilm)
- 1993: Warlock – Satans Sohn kehrt zurück (Warlock: The Armageddon)
- 1996: Jimmys Tod – Und was kam danach? (Fernsehfilm)
- 1996: The Bachelor's Baby (Fernsehfilm)
- 1996: Mars Attacks!
- 2000: Surfer Girls (Rip Girls, Fernsehfilm)
- 2009: Shear Delight (Kurzfilm)

### Fernsehserien
- 1981: Insight (eine Folge)
- 1985: Alfred Hitchcock zeigt (Alfred Hitchcock Presents, eine Folge)
- 1986: Unbekannte Dimensionen (The Twilight Zone, eine Folge)
- 1986: Harrys wundersames Strafgericht (Night Court, eine Folge)
- 1989: Inspektor Hooperman (Hooperman, eine Folge)
- 1990: Doctor Doctor (eine Folge)
- 1992: Alles Okay, Corky? (Life Goes On, eine Folge)
- 1992: Der Prinz von Bel-Air (The Fresh Prince of Bel-Air, eine Folge)
- 1993: Golden Palace (The Golden Palace, eine Folge)
- 1995: Emergency Room – Die Notaufnahme (ER, eine Folge)
- 1995–1996: Sister, Sister (zwei Folgen)
- 1996: Nash Bridges (eine Folge)
- 1997: Cybill (eine Folge)

### Computerspiele
- 2002: 007: Nightfire
- 2005: True Crime: New York City